# 99 (číslo)
Devadesát devět je přirozené číslo, které následuje po číslu devadesát osm a předchází číslu sto. Římská číslice je XCIX.

## Matematika
- Složené číslo
- Největší dvouciferné příznivé číslo
- Deficientní číslo

## Chemie
- Protonové číslo einsteinia
- 99Tc je jedním ze tří nejstabilnějších a nejdůležitějších izotopů technecia, jeho poločas rozpadu je 211 000 let[1]

## Roky
- 99
- 99 př. n. l.